# Oyster Bay (New York)
Oyster Bay (deutsch: Austernbucht)  ist die östlichste der drei Towns, aus denen Nassau County, Bundesstaat New York,  besteht. Sie gehört zum Großraum New York City und ist die einzige Stadt im Nassau County, die sich vom Nordufer bis zum Südufer von Long Island erstreckt. Bei der Volkszählung 2020 hatte sie 301.332 Einwohner und war damit die fünftgrößte Stadt im Bundesstaat. Der Verwaltungssitz liegt im gleichnamigen Weiler.

## Geschichte
Die Town war ursprünglich (ab spätestens 1640) ein Teil von New Amsterdam. 1667 wurde sie im Zuge der Auflösung von Nieuw Nederland selbstständig.
Bis 1898 gehörte sie dem Queens County an, löste sich dann aber bei dessen Übertritt nach New York City zusammen mit Hempstead, North Hempstead, Glen Cove und Long Beach in das neu formierte Nassau County.

## Geographie
Die Town of Oyster Bay liegt auf Long Island und erstreckt sich vom Long Island Sound südwärts bis zur South Oyster Bay und dem offenen Atlantischen Ozean. Westlich angrenzend liegen die beiden anderen Towns des Nassau Countys, North Hempstead und südlich davon Hempstead. Außerdem umschließt das Stadtgebiet im Nordwesten das der City of Glen Cove, ohne dass Glen Cove zu Oyster Bay gehören würde. Die östliche Grenze Oyster Bays bildet die Grenze zwischen Nassau und Suffolk County.
Nach den Angaben des United States Census Bureaus hat die Town eine Gesamtfläche von 439 km², wovon 270 km² auf Land und 169 km² (= 38,42 %) auf Gewässer entfallen. Die Landschaft entspricht der auf Long Island vorherrschenden Verteilung: das Nordufer ist meist hügelig, am Südufer herrschen Sandstrände vor, und dazwischen liegt eine Ebene.
Die Zahlen des Census 1990 und des Census 2000 sind nicht direkt vergleichbar, weil die Town Gebiete getauscht hat sowohl mit Hempstead (Nassau County) als auch mit Babylon (Suffolk County). Außerdem hat die Town of Huntington im Suffolk County Gebiete an Oyster Bay abgetreten.
In Oyster Bay liegen die folgenden 18 Villages:
(in Klammern Jahr der Gründung)
- Bayville (1919)
- Brookville (1931)
- Centre Island (1926)
- Cove Neck (1927)
- East Hills (1931) (liegt teilweise in North Hempstead)
- Farmingdale (1904)
- Lattingtown (1913)
- Laurel Hollow (1926)
- Massapequa Park (1931)
- Matinecock (1928)
- Mill Neck (1925)
- Muttontown (1931)
- Old Brookville (1929)
- Old Westbury (1924) (liegt teilweise in North Hempstead)
- Oyster Bay Cove (1931)
- Roslyn Harbor (1931) (liegt teilweise in North Hempstead)
- Sea Cliff (1883)
- Upper Brookville (1932)

Außerdem liegen 18 Weiler innerhalb der Town:
- Bethpage
- East Massapequa
- East Norwich
- Glen Head
- Glenwood Landing (teilweise)
- Greenvale
- Hicksville
- Jericho
- Locust Valley
- Massapequa
- North Massapequa
- Old Bethpage
- Oyster Bay
- Oyster Bay Cove
- Plainedge
- Plainview
- South Farmingdale
- Syosset
- Woodbury

## Persönlichkeiten
- Micah Townshend (1749–1832), Politiker
- James W. Covert (1842–1910), Jurist und Politiker
- Theodore Roosevelt (1858–1919), US-Präsident (1901–1909) und Friedensnobelpreisträger
- Henry Norris Russell (1877–1957), Astronom
- Theodore Roosevelt junior (1887–1944), Geschäftsmann, Autor, Politiker und Offizier, Sohn des gleichnamigen US-Präsidenten
- Kermit Roosevelt (1889–1943), Schriftsteller, Geschäftsmann und Offizier, Sohn von US-Präsident Theodore Roosevelt
- Leonard W. Hall (1900–1979), Politiker
- John Morgan (1930–2025), Regattasegler
- Nelson Doubleday junior (1933–2015), Miteigentümer der New York Mets
- Sharon Oster (1948–2022), Wirtschaftswissenschaftlerin und Hochschullehrerin
- Billy Joel (* 1949), Sänger, Pianist und Songschreiber
- Marie Colvin (1956–2012), Journalistin, Krisen- und Kriegsberichterstatterin
- Adrienne King (* 1960), Schauspielerin
- Ed Mangano (* 1962), Politiker
- Jeff Marchelletta (* 1967), Schauspieler, Filmproduzent und ehemaliges Model
- Ingrid Neel (* 1998), Tennisspielerin

## Belege
1. ↑  New York: 2000 Population and Housing Unit Counts. (PDF; 10,6 MB) September 2003, S. III-9, abgerufen am 3. September 2012 (englisch).